# Пхибсу (заказник)
Природный заказник Пхибсу — охраняемая природная территория, расположенная на юге Бутана вдоль границы с индийским штатом Ассам, в дзонгхаге Сарпанг. Площадь заказника 269 км², высотный градиент 200—1600 м н.у.м. Территория практически не обитаема, за исключением редкого населения на юго-западной окраине, которая отстоит от ближайшего города Пхунчолинг на 50 км.
Пхибсу — единственная территория в Бутане, на которой охраняются естественные леса из салового дерева (Shorea robusta) и популяция пятнистого оленя, известного как аксис (Axis axis). Здесь также обитают азиатские слоны, бенгальские тигры, гауры, редкие виды птиц-носорогов, золотистые лангуры и, возможно, гангский дельфин.
Кроме охраны редких видов флоры и фауны заказник также играет большую роль в сохранении биоразнообразия всего региона, и, вместе с национальным парком Джигме Сингье Вангчука и Королевским национальным парком Манас, образует так называемый «биологический коридор», обеспечивающий связность охраняемых природных территорий. Всемирный фонд дикой природы оказывает поддержку заказнику в рамках программы управления природоохранными объектами.